# 圣欧班叙基耶伯夫
圣欧班叙基耶伯夫（法語：Saint-Aubin-sur-Quillebeuf，法語發音：[sɛ̃.t‿obɛ̃ syʁ kijbœf]，意为“基耶伯夫上方的圣欧班”）是法国厄尔省的一个市镇，位于该省西北部，属于贝尔奈区。

## 地名
与通常在法语地名中表示“在……河畔”之意的“sur”不同，该地名Saint-Aubin-sur-Quillebeuf中的“sur”意为“在……上方”，表示名为圣欧班（Saint-Aubin）的该地与基耶伯夫（Quillebeuf）的位置关系，并以“基耶伯夫上方的圣欧班”之名区分其他的“圣欧班”，且事实上也并无“基耶伯夫河”存在。

## 地理
圣欧班叙基耶伯夫（49°27'45"N, 0°31'35"E）面积12.39 平方千米，位于法国诺曼底大区厄尔省，该省份为法国北部内陆省份，北起滨海塞纳省，西接奧恩省和卡爾瓦多斯省，南至厄尔-卢瓦省，东临瓦兹省、瓦兹河谷省和伊夫林省。
与圣欧班叙基耶伯夫接壤的市镇（或旧市镇、城区）包括：塞纳河畔热罗姆港、珀蒂维尔。
圣欧班叙基耶伯夫的时区为UTC+01:00、UTC+02:00（夏令时）。

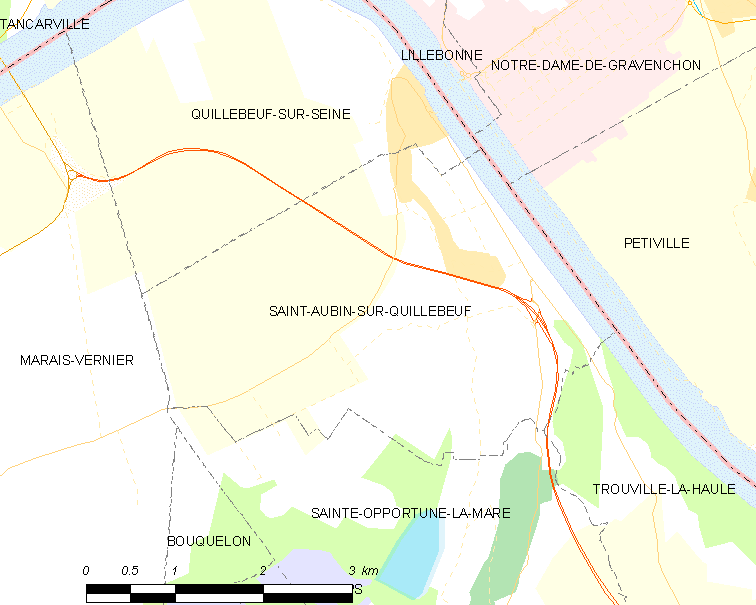
圣欧班叙基耶伯夫的OSM定位图

## 行政
圣欧班叙基耶伯夫的邮政编码为27680，INSEE市镇编码为27518。

## 政治
圣欧班叙基耶伯夫所属的省级选区为阿沙尔堡县。

## 人口

1962-2008年间圣欧班叙基耶伯夫人口变化图示

圣欧班叙基耶伯夫于2022年1月1日时的人口数量为757人。